# Rhynchostegium rotundifolium
Rhynchostegium rotundifolium là một loài rêu trong họ Brachytheciaceae. Loài này được Scop. ex Brid. Schimp. mô tả khoa học đầu tiên năm 1852.